# 索菲伊夫卡 (洛佐瓦區)
48°41′43″N 36°41′55″E / 48.69528°N 36.69861°E
索菲伊夫卡（烏克蘭語：Софіївка）是位於烏克蘭東部的村莊，由哈爾科夫州洛佐瓦區的布利茲紐基市鎮負責管轄。該村處於薩馬拉河右岸，距離巴什利夫卡3公里，始建於1880年，面積0.18平方公里，海拔高度113米，2001年人口81。